# Strijkkwartet in f mineur
Het Strijkkwartet in f mineur van Niels Gade werd voltooid op 24 december 1851. Gade was in basis zelf violist, men zou kunnen verwachten dat muziek met dat strijkinstrument in de hoofdrol veelvuldig voorkomt in zijn oeuvre. Dat is niet het geval, hij schreef slechts een vioolconcert. In het genre strijkkwartet schreef hij er vier, een is onvoltooid gebleven, de nummers 2 en 3 zijn niet uitgegeven in zijn tijd en alleen het laatste, Strijkkwartet in D majeur, bracht het tot publicatie.
Van het strijkkwartet in f mineur (zijn tweede, maar eerste voltooide) is weinig bekend. Het is gedateerd in 1851, bleef op de plank en in 1863 zette Gade er Øvelsestykke (oefenstuk) boven. Daarna ging het weer op de plank. De eerste achterhaalbare uitvoering vond (postuum) plaats in 1892 met Axel Gade, zoon van Niels, op de viool.
Het kwartet heeft vier delen: 
1. Andante con moto – allegro molto
2. Allegretto
3. Allegro di molto
4. Andantino quasi allegro – allegro vivace